# Établissement rural de Pialma
L'établissement rural de Pialma (en russe : Ви́нницкое се́льское поселе́ние) est une entité municipale de Russie formée en 2006, du raïon de Poudoj dans la république de Carélie. Son siège administratif est le hameau de Pialma.

## Géographie
L'établissement rural se situe dans le raïon de Poudoj, un des raïons de la république de Carélie,,,,. Le raïon et la république se trouvent dans le nord de la Russie européenne.
La municipalité de Pälmä a une superficie de 3 016,14 km2.
Pälmä est bordé au nord par Tsolmuinen du raïon de Karhumäki, au nord-est par l'oblast d'Arkhangelsk, à l'est par Kuganavolok du raïon de Poudoj et au sud par Avdejevo.
La majorité du tertitoire de Pälmä est constituée de forêts et de plans d'eau.
Pälmä est arrosé par, entre-autres, les rivières Pälmä, Uikujoki et Žilaja Tambitsa. Les lacs principaux de Pälmä sont Ikšozero, Jangozero ja Ukšozero.

## Population
Recensements (*) et estimations de la population,:
| 2010* | 2021* | 2023  | - |
| ----- | ----- | ----- | - |
| 2 358 | 1 800 | 1 733 | - |

## Localités
L'établissement rural compte 8 localités,,,.
| Nom           | Nom russe    | Statut    | Population (2013) |
| ------------- | ------------ | --------- | ----------------- |
| Kodatchgouba  | Кодачгуба    | hameau    |                   |
| Ostritchi     | Остричи      | hameau    |                   |
| Poudojgorski  | Пудожгорский | possiolok | 602               |
| Pialma        | Пяльма       | hameau    | 1                 |
| Pialma        | Пяльма       | possiolok | 1371              |
| Rimskoïe      | Римское      | hameau    | 21                |
| Tambitsy      | Тамбицы      | possiolok | 163               |
| Tambitchozero | Тамбичозеро  | possiolok | 35                |